# EN232
A EN232 é uma estrada nacional que integra a rede nacional de estradas de Portugal.
Faz a ligação entre Mangualde, Gouveia, Manteigas e Belmonte numa extensão de 86 Km, a maioria do seu traçado está integrado na Serra da Estrela.
No traçado integrado na Serra da Estrela, a estrada encontra-se em mau estado em regiões do concelho de Gouveia devido a um incêndio em 2015. Tal como outras estradas que atravessam a Serra da Estrela, esta apresenta curvas apertadas inclusive na região do Mondego e do Zêzere nos concelhos de Mangualde, Gouveia e Manteigas.

## História
Em setembro de 2004 iniciaram-se as obras para a construção da variante da N232 a Gouveia. A variante tem 2,4 km e inclui um nó intermédio e um viaduto com 200 metros de comprimento sobre a ribeira de Vinhó. A variante de Gouveia foi inaugurada em 22 de abril de 2006, numa cerimónia onde esteve o Secretário de Estado das Obras Públicas Paulo Campos. No total, foram investidos no projeto 7,5 milhões de euros, dos quais 4,5 milhões foram comparticipados por fundos europeus.